# Hyalonthophagus
Hyalonthophagus is een geslacht van kevers uit de familie van de bladsprietkevers (Scarabaeidae).

## Soorten
- Hyalonthophagus alcedo (d'Orbigny, 1913)
- Hyalonthophagus alcyon (Klug, 1855)
- Hyalonthophagus alcyonides (d'Orbigny, 1913)
- Hyalonthophagus hyalcyon Palestrini & Giacone, 1989
- Hyalonthophagus mixtifrons (d'Orbigny, 1910)
- Hyalonthophagus nigroviolaceus (d'Orbigny, 1902)
- Hyalonthophagus pseudoalcyon (d'Orbigny, 1913)
- Hyalonthophagus pseudovirens (d'Orbigny, 1913)
- Hyalonthophagus pulcher Deschodt & Davis, 2018
- Hyalonthophagus virens (d'Orbigny, 1913)
- Hyalonthophagus viridiceps (d'Orbigny, 1910)